# Clan Miyoshi
El clan Miyoshi (三好氏?) es un clan japonés descendiente del emperador Seiwa (850-880) y del clan Minamoto. Fueron el brazo armado del clan Ogasawara y del clan Takeda.
A comienzos del siglo XIV Ogasawara Nagafusa se asentó en Shikoku hasta que la octava generación de sus descendientes se trasladaron al distrito de Miyoshi (en la provincia de Awa) y tomaron el nombre del lugar. Fueron de los principales vasallos del clan Hosokawa.
Durante el período Sengoku controlaron varias provincias, incluyendo Settsu y Awa.
Entre los principales vasallos del clan estuvieron Matsunaga Hisahide y su hijo Hisamichi.

## Miembros notables del clan
- Miyoshi Yukinaga
- Miyoshi Nagahide
- Miyoshi Motonaga
- Miyoshi Nagayoshi
- Miyoshi Yoshikata
- Sogō Kazumasa
- Atagi Fuyuyasu
- Atagi Nobuyasu
- Sogō Masayasu
- Sogō Nagahide
- Miyoshi Yoshitsugu
- Miyoshi Nagaharu
- Miyoshi Yoshioki
- Miyoshi Nagayasu
- Miyoshi Masayasu
- Iwanari Tomomichi
- Miyoshi Yasunaga
- Miyoshi Masanaga
- Miyoshi Hideyuki